# Светозар Делић
Светозар Делић (Петриња, 31. август 1885 — Самобор, 25. октобра 1967) је био градоначелник Загреба у 1920. години. Изабран је на листи СРПЈ(к).

## Биографија
Као матурант припада социјалистичкој групи (часописа Наша снага 1904). Од 1905. је у Главном одбору Социјалдемократске странке Хрватске и Славоније и до 1919. ради у Окружној благајни у Загребу. Претежно делује у синдикалним и задружним организцијама. Године 1919. је њихов повереник у Народном већу.
Припада странци левих обележја, а затим улази у Социјалистичку радничку партију Југославије (комуниста). Њена листа на изборима за градско заступство уз Загребу 21. марта 1920. добија 20 места (од 50), па је Делић, као председник Клуба комунистичких градских заступника 15. априла 1920. са 27 гласова (од 45) изабран за градоначелника. Покрајинска влада га је онемогућила у закључку са избора и поставила свог повереника, а затим поништењем заклетве комунистичких заступника и закључка о његовом избору (26. априла 1920)
На Вуковарском конгресу 1920. Делић се определио за центрумаше. Био је директор Радничке конзумне задруге и Радничке штедне задруге.
Године 1923. повукао се из политичког живота.